# 15042 Анндавгуї
15042 Анндавгуї (1998 XZ8, 1981 RZ, 15042 Anndavgui) — астероїд головного поясу, відкритий 14 грудня 1998 року.
Тіссеранів параметр щодо Юпітера — 3,076.